# Ladislav Jan Pospíšil

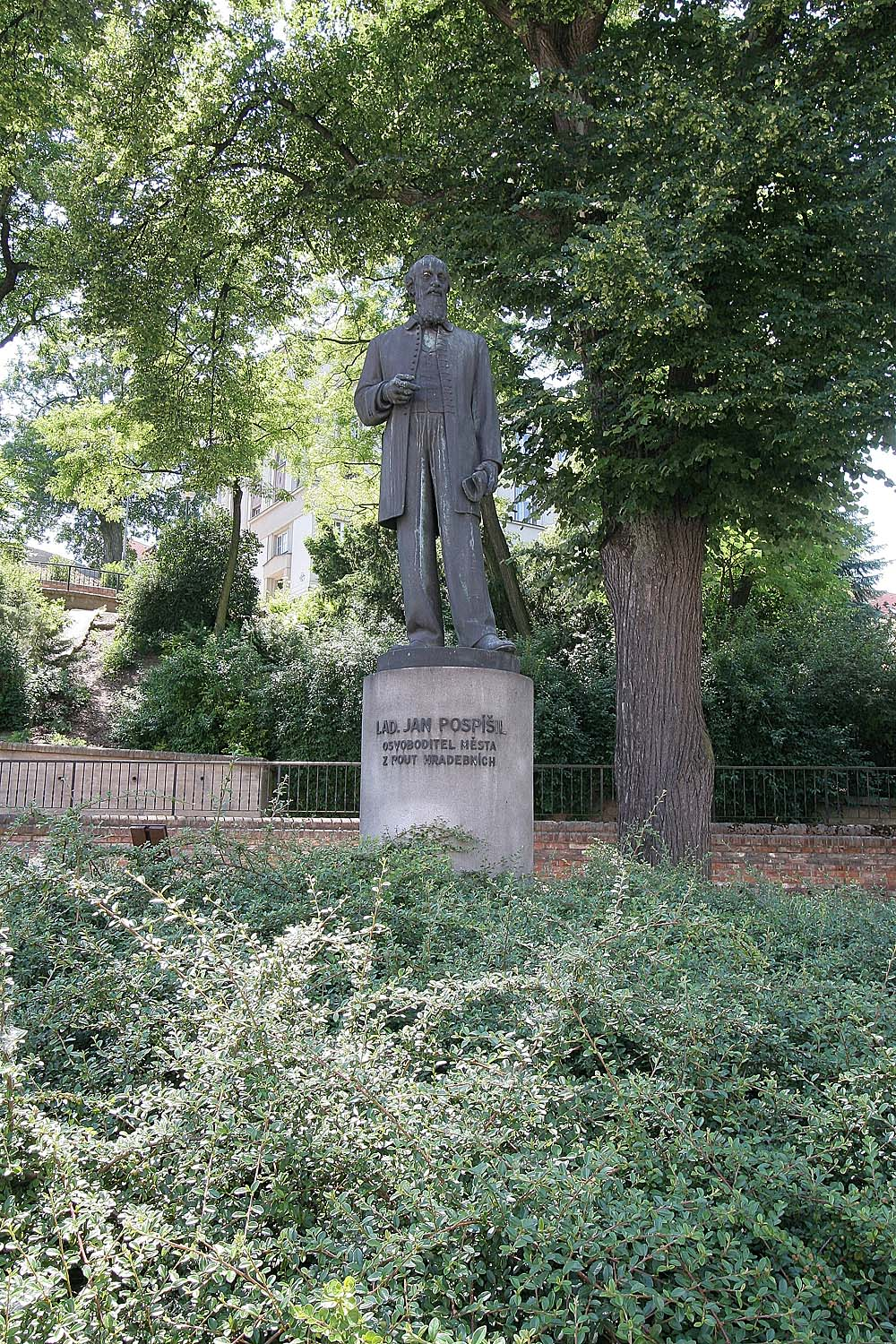
Pomník v Hradci Králové

Ladislav Jan Pospíšil (24. prosince 1848 Dolní Staré Město u Trutnova – 6. března 1893 Hradec Králové) byl knihkupec, majitel knihtiskárny a náměstek purkmistra (starosty) v Hradci Králové. Převzal a zvelebil rodinný podnik, založený dědečkem Janem Hostivítem Pospíšilem. Zasloužil se o zřízení městského muzea a především o zboření hradeb. Byl také autorem několika převážně výchovných a vlastivědných publikací pod pseudonymy Jan Karlík a Pavel Volný.

## Život
Narodil se 24. prosince 1848 v Humlově Dvoře č. 21 na Dolním Starém Městě u Trutnova jako syn knihtiskaře Ladislava Pospíšila (1820–1891) a vnuk Jana Františka Pospíšila zvaného Jan Hostivít, zakladatele rodinné tiskařské a vydavatelské tradice.
Jako dítě se přestěhoval s rodiči do Hradce Králové, kde jeho otec roku 1856 převzal vedení rodinné tiskárny. Měl zájem o vědu, úspěšně absolvoval hradeckou reálku a začal studovat na pražské technice. Když ale roku 1866 zemřel jeho bratr, který se měl stát otcovým nástupcem v rodinném závodě, nechal se přesvědčit a začal se věnovat knihkupeckému podnikání.
Základy řemesla získal v otcově podniku. Poté strávil několik let v Brockhausově nakladatelství v Lipsku, pak určitou dobu v pražském závodě Grégr & Dattl a nakonec kolem roku 1876 převzal rodinný závod. Vydával tam spisy pro mládež, některé i sám přeložil z němčiny. Vedle toho se věnoval obecním záležitostem. R. 1880 byl zvolen do obecního zastupitelstva, o čtyři roky později do městské rady a následující rok (1885) do funkce náměstka purkmistra. Ve funkci se zasloužil o zvelebení města: například založil městské muzeum, zasadil se o zestátnění reálných škol a zachování odborné zámečnické školy, přispěl k založení Klicperova divadla a zajistil, že na místě někdejšího německého kasina získala stálou scénu Beseda, Byl rovněž zasloužilým členem Sokola.
Jeho největší zásluhou je zboření královéhradeckých hradeb, které obepínaly město jako pevnost od 18. století a bránily jeho růstu. Pokrokovým občanům vadilo, že kvůli hradbám mají okolní obce (např. Kukleny, Nový Hradec Králové) i vzdálená města (Liberec) mnohem lepší podmínky k rozvoji, než kdysi vzkvétající Hradec, a ve zboření viděli příležitost k znovuzískání někdejší prosperity. Pospíšil stál v čele těchto snah; musel přitom bojovat nejen se státními orgány, ale i některými majiteli hradeckých domů, kterým tehdejší stav vyhovoval. Razil heslo „Stržení hradeb — svobodný Hradec!“. K tomuto cíli pracoval usilovně po dvanáct let. Počátkem března 1893 se vše konečně téměř podařilo. Hradecká vojenská pevnost byla zrušena, pozemky nabídnuty k prodeji, jednání se státními úřady (erárem) dokončeno, návrhy zákonů připraveny a odeslány do říšské rady ke konečnému schválení. Pospíšil o tomto úspěchu podával 3. března zprávu na zasedání městského zastupitelstva, to mu bouřlivě gratulovalo. Ihned poté, snad i v důsledku velkého vypětí a vzrušení, ho ještě na pódiu postihla mozková mrtvice, které za tři dny podlehl.
Splnění svého snu, který měl už na dosah, se nedočkal. Ignát Herrmann to vyjádřil slovy „zvítěziv padl“ a „moment tragiky ibsenovské“. Smrt mu zabránila stát se příštím hradeckým starostou.
Pohřben byl 9. března na novohradeckém hřbitově Zámeček u kostela sv. Jana za velké účasti občanů města, hostů z okolí i členů Pospíšilovy rozvětvené rodiny. Život v městě se to odpoledne zastavil — podnikatelé i úředníci spontánně ukončili práci a vydali se v dlouhém průvodu uctít památku svého představitele. Byla to mohutná, rozsahem nevídaná událost. Obecní zastupitelstvo navíc krátce předtím rozhodlo, že mu bude zbudován náhrobek z kamenů zrušené pevnosti a že po něm bude pojmenována jedna z ulic (dnešní Pospíšilova třída).

## Význam a ocenění
Současníci považovali Pospíšila za jednoho z nejzasloužilejších a nejšlechetnějších občanů Hradce. S velkým úsilím a sebeobětováním pracoval pro rozvoj města v mnoha směrech. Stal se jeho „křisitelem“, přičemž až v posledních dnech života ho viděl „vstávat z mrtvých“. Jak napsal Ignát Herrmann, byl mužem vážné, hluboké povahy, pevného charakteru, břitkého vtipu, střídmý, činnosti neúmorné. Pilným studiem literatury, jazyků a filosofie nabyl téměř univerzálního vzdělání.
Zrušení vojenské pevnosti, vyjednané Pospíšilem, vytvořilo předpoklad pro její pozdější odkup, zboření hradeb a moderní rozvoj města pod vedením Františka Ulricha, starosty v letech 1895-1929.
Roku 1932 bylo přijato rozhodnutí o umístění Pospíšilova pomníku. Podle původního plánu měl být odhalen ke 40. výročí úmrtí, tj. 8. března 1933; fakticky k tomu došlo v neděli 25. června téhož roku. Starosta Pilnáček a jeho předchůdce Ulrich připomněli v projevech jeho zásluhy i celkovou atmosféru 90. let 19. století. Pomník, jehož autorem je hradecký sochař Jan Škoda, stojí v ose Pospíšilovy třídy v místě, kde se v 90. letech 19. století začalo s bouráním hradeb a představuje ho jako muže pevného jako skála, jasných obrysů, s určitou jemností osobních rysů a zpracování. Na podstavci je nápis „osvoboditel města z pout hradebních“. Za druhé světové války byl pomník odstraněn a nepoškozený roku 1946 vrácen na původní místo.

## Dílo
Vedle podnikatelské a politické činnosti byl rovněž autorem a editorem několika spisů pod pseudonymy Jan Karlík a Pavel Volný, např.
- Ezop: Bájky Aesopovy (1874), mládeži upravil Jan Karlík
- Zlaté mládí (1874 s reedicemi), vínek nejpěknějších pohádek domácích a cizích, mládeži uvil Jan Karlík
- Francouzsko-česká konversační knížka s připojenými ukázkami slohu (1875), k užitku osob učících se frančině spořádal Jan Karlík
- Jan Amos Komenský: Orbis pictus (1883), upravili Josef Černý a Jan Karlík
- Bitva u Hradce Králové (1891), dle autentických pramenů líčí Pavel Volný (viz též Bitva u Hradce Králové)

## Rodina
Roku 1877 se oženil se sestřenicí Olgou Pospíšilovou, dcerou svého strýce, pražského nakladatele Jaroslava Pospíšila. Měli čtyři děti. Jeho manželka zemřela necelý půlrok po něm dne 11. srpna v Železné Rudě.